# Anders Herman Chydenius
Anders Herman Chydenius, född 1833 i Helsingfors, död 1896, var en finländsk tidningsman, bror till Johan Jakob Chydenius.
Chydenius blev 1857 filosofie magister och bedrev därefter journalistiska studier i utlandet. En kortare tid var han även verksam som tidningsman i Sverige. Chydenius anslöt sig helt till tidens liberala åskådning och inträdde 1862 i det av Robert Lagerborg ledda, i modern andra redigerade liberala Helsingfors Dagblad, som då nyss grundats. Sedan Lagerborg och hans efterträdare Robert Castrén båda avlidit, var Chydenius tidningens huvudredakör, till dess den 1887 upphörde. Som medlem i borgarståndet deltog han i lantdagarna 1877-88. Chydenius var rätlinjig och doktrinär, men med goda ekonomiska och utrikespolitiska kunskaper, som kom väl till pass för hans tidning och opinionsarbete.